# Xanten
Xanten este un oraș în nord-vestul landului Renania de Nord-Westfalia, Germania.

## Galerie de imagini

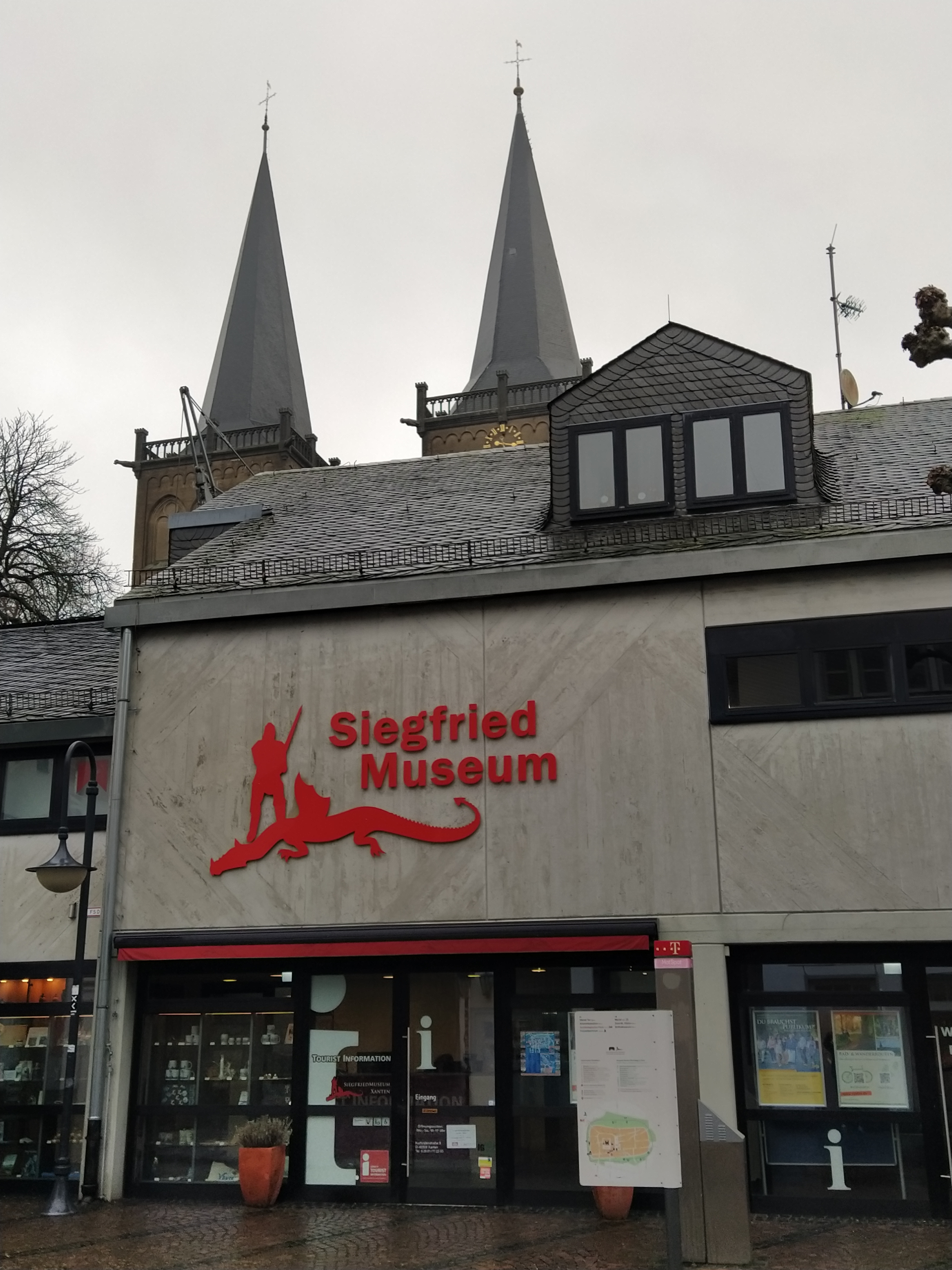
Muzeul dedicat lui Siegfried